# Lindab
Lindab AB är ett svenskt verkstadsföretag som utvecklar och säljer produkter för ventilation till byggbranschen.
Lindab har sina rötter i en 1956 startad plåtbearbetande mekanisk verkstad i Lidhult. Verksamheten flyttade till Grevie 1959 och registrerades som AB Lidhults Plåtindustri. Det namnändrades 1969 till Lindhs Industri AB, Lindab, då Lage Lindh blev ensam ägare.
Företaget började med ventilationsprodukter 1965.
Lindabs aktie är sedan 2006 listad på Stockholmsbörsen, och är (2021) på Mid Cap-listan.